# Grazie zia
Grazie zia (estrenada en Argentina y en México como Gracias, tía) es una película italiana de 1968 dirigida por Salvatore Samperi.
Es la primera película de Salvatore Samperi (1968), que afronta con este film un tema antiburgués, libertario y en cierto sentido revolucionario. Acogiéndose en principio al malestar físico y moral de un joven, Samperi critica con vigor y determinación la honorabilidad, las reglas establecidas y los moralismos de la sociedad burguesa de aquellos años.

## Sinopsis

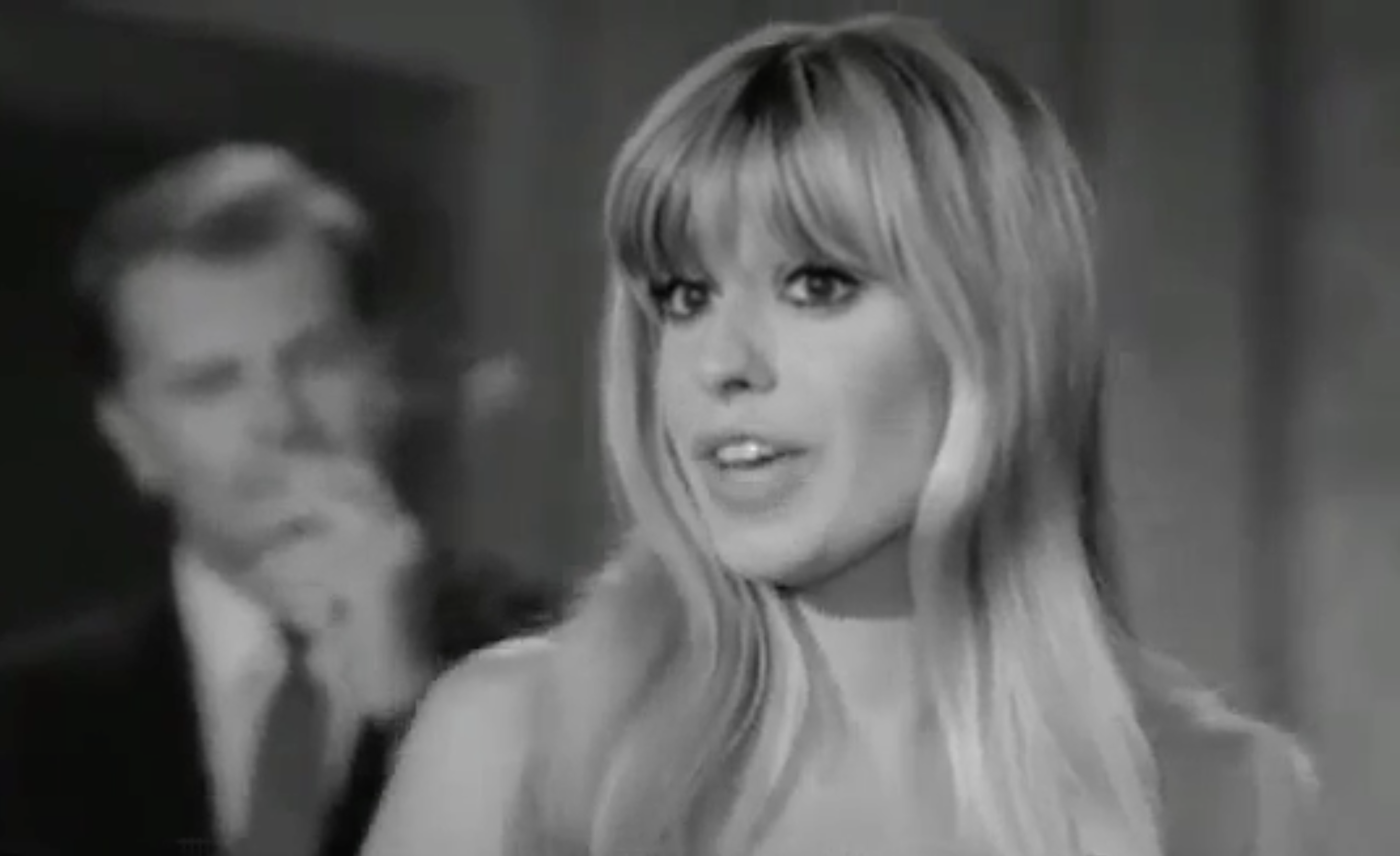
Luisa De Santis (n. 1944) en el papel de la cantante Nicoletta.

Alvise, hijo de un rico industrial, finge ser paralítico y se dedica a cortejar a su tía Lea. Esta es una bella y provocativa doctora que, seducida por su sobrino, abandona a su amante. Lea, enamorada de su sobrino, se deja involucrar en sus turbios juegos, a pesar de no encontrar satisfacción. Finalmente, Lea, convencida por el mismo Alvise, lo mata suministrándole veneno.

## Premios
- 1969 - Premio "Silver Ribbon" a Aldo Scavarda por Mejor Fotografía en Blanco y Negro (Italian National Syndicate of Film Journalists)